# José Siri
Jose Alexander Siri (Sabana Grande de Boyá, República Dominicana, 22 de julio de 1995), más conocido como José Siri, es un jugador profesional dominicano de béisbol que se desempeña en la posición de jardinero central en New York Mets, equipo de las Grandes Ligas de Béisbol (MLB).

## Carrera
Siri hizo su debut en la MLB con el equipo Houston Astros, en el cual jugó dos temporadas (2021-2022), después pasó a Tampa Bay Rays (2022-2024), posteriormente a New York Mets.